# Charpennes - Charles Hernu (metrostation)
Charpennes - Charles Hernu is een metrostation in de Franse stad Villeurbanne, de grootste voorstad van Lyon. Het station ligt aan lijn A en is een eindpunt van lijn B van de metro van Lyon.

## Geschiedenis
Charpennes - Charles Hernu is op 2 mei 1978 geopend, als lijn A en de eerste afsplitsing van lijn B in gebruik worden genomen, onder de naam Charpennes - Villeurbanne. Deze naam wordt gewijzigd in 1990, elf maanden na de dood van Charles Hernu, die burgemeester van Villeurbanne is geweest van 1977-1990. De borden op de perrons geven echter nog de oorspronkelijke naam aan.

## Ligging
De stations van lijn A en B bevinden zich direct onder straatniveau. Beide zijperrons van lijn A hebben sinds de opening in 1978 elk een eigen ingang vanaf de straat en een tunnel verbindt beiden met het perron van lijn B. Dat laatste perron heeft sinds 2007 ook een eigen toegang. De sporen van lijn B zijn eigenlijk niet meer dan een afsplitsing van die van lijn A, enkele meters voor het perron van lijn B.
Het metrostation bevindt zich onder Place Charles-Hernu, hoewel dat plein in de volksmond vaak Charpennes wordt genoemd. Dit plein bevindt zich volledig binnen de gemeentegrenzen van Villeurbanne. Desondanks is het een van de grootste overgangspunten tussen Villeurbanne en Lyon en als dusdanig een druk verkeersknooppunt. Los van het normale straatverkeer en de twee metrolijnen, kan er ook overgestapt worden op tramlijn 1 van de tram van Lyon. Vanaf 2013 zou ook tramlijn 4 dit plein aan moeten doen. Beide metrolijnen en de tram verbinden via dit plein woongebieden met gedeeltes van de stad waar meer activiteit plaatsvindt, zoals het stadscentrum, La Part-Dieu of de campus van La Doua.
Place Charles Hernu zelf is niet meer dan een verkeersknooppunt en heeft daarnaast niet veel te bieden. De woonwijk Charpennes ligt rondom dit plein, dat verder in de nabijheid van het ziekenhuis hôpital des Charpennes is.